# GröFaZ
Gröfaz (også skrevet som GröFaZ) er et Akronym brugt som øgenavn for „Größter Feldherr aller Zeiten“ (Alle tiders største feltherre) Adolf Hitler.
Udtrykket blev først udbredt først efter Slaget ved Stalingrad i 1943. Den lange udgave, som forkortelsen synes opstået af, kan have udviklet sig af at Feltmarskal Wilhelm Keitel under indtryk af Felttoget i vest og erobringen af Beneluxlandene og Nordfrankrig udtalte:
| Citat          | Mein Führer, Sie sind der größte Feldherr aller Zeiten. | Citat |
| Wilhelm Keitel |                                                         |       |

Forkortelsen „Gröfaz“, der ikke kan føres tilbage til Keitel, skulle håne såvel Hitler som Nationalsocialisternes forkærlighed for forkortelser.
Forkortelsen blev med galgenhumor og ironi brugt af Hitlers generaler længe før krigens slutning . Reelt skulle der i henhold til direktiv til pressen i 1942 anvendes titlen „Führer und Oberster Befehlshaber der Wehrmacht“ (Fører og øverstkommanderende for Værnemagten) for på gunstig måde at formidle begrebet „der Führer“. Gennem den ellers næsten religiøse anvendelse fik Hitlers tilnavn Führer en patetisk klang.“